# 花鰍
花鰍為輻鰭魚綱鯉形目鰍科的其中一種。

## 分布
本魚廣泛分布於歐洲至亞洲的溪流。

## 特徵
本魚體延長呈蛇狀，頭小具短鬚3對，口下位。魚體淡棕色，上半部有數條黑色斑塊相連之縱帶，中央及背部各具一行黑色縱斑，鱗片細小。尾鰭截形，具4至5列黑色橫紋，體長可達13.5公分。

## 生態
本魚為初級淡水魚，活動於低海拔溪流的淺潭區。棲息於沙底質且水質清澈的溪流底部，生性機靈，遇危險即鑽入沙中。屬雜食性，以水生昆蟲、有機物碎屑為食。繁殖期為3至9月，群體交配，產無粘性的沉性卵於河川底層，受精卵魚24小時後孵化。

## 經濟利用
為觀賞性魚類。